# Жанатілецький сільський округ
Жанатіле́цький сільський округ (каз. Жаңатілек ауылдық округі, рос. Жанатилекский сельский округ) — адміністративна одиниця у складі Баянаульського району Павлодарської області Казахстану. Адміністративний центр — село Жанатілек.
Населення — 1003 особи (2021; 1322 у 2009, 1817 у 1999, 2101 у 1989).
Станом на 1989 рік існувала Жанатлецька сільська рада (села Балтен, Єртисбай, Жанатлек, Жуантобе, Муринтал, Первомай). Пізніше село Первомай передано до складу Куркелинського сільського округу. Села Балтен, Єртисбай, Жуантобе були ліквідовані 2005 року.

## Склад
До складу округу входять такі населені пункти:
| Населений пункт | Старі назви | Населення, осіб (1989) | Населення, осіб (1999) | Населення, осіб (2009) | Населення, осіб (2021) |
| --------------- | ----------- | ---------------------- | ---------------------- | ---------------------- | ---------------------- |
| Балтен, село    | -           | 17                     | 23                     | -                      | -                      |
| Єртисбай, село  | -           | 22                     | 14                     | -                      | -                      |
| Жанатілек, село | Жанатлек    | 1688                   | 1505                   | 1197                   | 941                    |
| Жуантобе, село  | -           | 8                      | 11                     | -                      | -                      |
| Муринтал, село  | -           | 366                    | 264                    | 125                    | 62                     |